# 约翰·卡斯帕尔·费迪南德·菲舍尔
约翰·卡斯帕尔·费迪南德·菲舍尔（德語：Johann Caspar Ferdinand Fischer，J.C.F. Fischer；1656年—1746年8月27日），德国巴洛克音乐作曲家，十九世纪初的音乐理论家约翰·尼古拉斯·福克尔评价其为同时代最杰出的键盘乐作曲家之一。

## 生平
一般认为菲舍尔具有波希米亚出身，具体出生地可能在舍恩菲尔德。菲舍尔的生平记载不完备，现存最早的记录为1695年他在巴登-巴登藩侯路德维希·威廉手下任宫廷乐长，可能一直任职至1746年在拉施塔特逝世。

## 作品
菲舍尔的许多作品受法国巴洛克风格，尤其是让-巴普蒂斯特·吕利的影响，并为这种作曲风格在德国的传播做出贡献。菲舍尔将管弦乐组曲的创作原则运用于羽管键琴组曲，还有其它诸多创新。据信巴赫和亨德尔都接触过菲舍尔的作品并借用到自己的创作中。
菲舍尔生前已出版一些创作，包括：
- Le journal du printemps (1695)，八首管弦乐组曲（序曲）。
- Pièces de Clavessin (1696)，包括多首羽管键琴组曲。
- Vesperae seu Psalmi vespertini (1701)，宗教音乐的合集。
- Ariadne musica (或 Ariadne musica Neo-organoedum, 1702)管风琴作品合集，分为两部分。
- Lytaniae Lauretanae VII (1711)，宗教音乐的合集。
- Blumen-Strauss (早于1736)管风琴选集。
- Musikalischer Parnassus (c. 1738)9首羽管键琴舞曲，均以希腊神话中九位古老文艺女神缪斯之一命名。此组曲具有德国和法国的混合风格。[1]